# Chi phí bình quân
Trong kinh tế học, chi phí trung bình và/hoặc chi phí đơn vị bằng tổng chi phí (TC) chia cho số lượng hàng hóa được sản xuất (số lượng đầu ra, Q). Nó cũng bằng tổng chi phí biến đổi trung bình (tổng chi phí biến đổi chia cho Q) cộng với chi phí cố định trung bình (tổng chi phí cố định chia cho Q). Chi phí trung bình có thể phụ thuộc vào khoảng thời gian được xem xét (ví dụ: tăng sản xuất có thể tốn kém hoặc không thể trong ngắn hạn). Chi phí trung bình ảnh hưởng đến đường cung và là một thành phần cơ bản của quan hệ cung và cầu.
{\displaystyle AC={\frac {TC}{Q}}}

## Chi phí trung bình ngắn hạn
Chi phí trung bình khác với giá và phụ thuộc vào sự tương tác với nhu cầu thông qua độ co giãn của nhu cầu và chi phí trung bình do định giá chi phí cận biên.
Chi phí trung bình ngắn hạn sẽ thay đổi liên quan đến số lượng sản xuất trừ khi chi phí cố định bằng không và chi phí biến đổi không thay đổi. Đường cong chi phí có thể được vẽ với chi phí trên trục y và số lượng trên trục x. Chi phí cận biên thường được hiển thị trên các biểu đồ này, với chi phí cận biên thể hiện chi phí của đơn vị cuối cùng được sản xuất tại mỗi điểm; chi phí cận biên là độ dốc của đường cong chi phí hoặc đạo hàm cấp 1 của tổng chi phí hoặc chi phí biến đổi.
Đường cong chi phí trung bình điển hình sẽ có hình chữ U, bởi vì chi phí cố định là tất cả phát sinh trước khi bất kỳ việc sản xuất nào diễn ra và chi phí cận biên thường tăng lên, do giảm năng suất biên. Trong trường hợp "điển hình" này, đối với chi phí biên sản xuất thấp hơn chi phí trung bình, do đó chi phí trung bình đang giảm khi số lượng tăng. Đường cong chi phí cận biên tăng sẽ cắt đường cong chi phí trung bình hình chữ U ở mức tối thiểu, sau đó đường cong chi phí trung bình bắt đầu dốc lên trên. Để tăng thêm sản lượng vượt quá mức tối thiểu này, chi phí cận biên là trên chi phí trung bình, do đó chi phí trung bình đang gia tăng khi số lượng tăng lên. Một ví dụ điển hình là một nhà máy được thiết kế để sản xuất một số lượng sản phẩm cụ thể do một công ty bất kì sản xuất trong một khoảng thời gian: dưới mức sản xuất nhất định, chi phí trung bình cao hơn do thiết bị sử dụng thấp, trong khi ở trên mức đó, tắc nghẽn sản xuất làm tăng chi phí trung bình.

## Chi phí trung bình dài hạn
Thời gian dài là một khung thời gian trong đó công ty có thể thay đổi số lượng của tất cả các yếu tố đầu vào được sử dụng, ngay cả vốn hiện vật. Đường cong chi phí trung bình dài hạn có thể dốc lên hoặc dốc xuống ở mức đầu ra tương đối thấp và dốc lên ở mức đầu ra tương đối cao, với mức sản lượng ở giữa mức độ dốc của chi phí trung bình dài hạn là 0. Đường cong chi phí trung bình dài hạn điển hình là hình chữ U, theo định nghĩa phản ánh lợi nhuận ngày càng tăng về quy mô mà độ dốc giảm và giảm trở lại theo thang âm ở nơi có độ dốc tích cực.
Nếu công ty là một đối thủ cạnh tranh hoàn hảo trong tất cả các thị trường đầu vào, và do đó, giá đơn vị của tất cả các yếu tố đầu vào của nó không bị ảnh hưởng bởi số lượng đầu vào mà công ty mua, sau đó có thể thấy rằng ở mức sản lượng cụ thể, công ty có tính kinh tế theo quy mô (tức là đang hoạt động trong một khu vực dốc xuống của đường cong chi phí trung bình dài hạn) khi và chỉ khi nó có lợi nhuận tăng theo quy mô. Tương tự như vậy, nó có tính phi kinh tế theo quy mô (đang hoạt động trong một khu vực dốc lên của đường cong chi phí trung bình dài hạn) khi và chỉ khi nó có lợi nhuận giảm theo quy mô, và không có tính kinh tế hay phi kinh tế do quy mô nếu nó có lợi nhuận không đổi theo quy mô. Trong trường hợp này, với sự cạnh tranh hoàn hảo trên thị trường đầu ra, cân bằng thị trường dài hạn sẽ liên quan đến tất cả các doanh nghiệp hoạt động ở điểm tối thiểu của đường chi phí trung bình dài hạn của họ (tức là, ở ranh giới giữa các nền kinh tế và phi kinh tế theo quy mô).
Tuy nhiên, nếu công ty không phải là đối thủ cạnh tranh hoàn hảo trong thị trường đầu vào, thì các kết luận trên được sửa đổi. Ví dụ, nếu có lợi nhuận ngày càng tăng để mở rộng quy mô ở một số mức sản lượng, nhưng công ty quá lớn trong một hoặc nhiều thị trường đầu vào làm tăng mua hàng của một đầu vào làm tăng chi phí mỗi đơn vị đầu vào, thì công ty có thể có tính phi kinh tế theo quy mô trong phạm vi đó của mức sản lượng. Ngược lại, nếu công ty có thể giảm giá hàng loạt đầu vào, thì nó có thể có quy mô kinh tế ở một số mức sản lượng ngay cả khi nó có lợi nhuận giảm trong sản xuất trong phạm vi đầu ra đó.
Trong một số ngành, LRAC luôn giảm (các nền kinh tế có quy mô tồn tại vô thời hạn). Điều này có nghĩa là công ty lớn nhất có xu hướng có lợi thế về chi phí, và ngành công nghiệp có xu hướng tự nhiên trở thành độc quyền, và do đó được gọi là độc quyền tự nhiên. Các công ty độc quyền tự nhiên có xu hướng tồn tại trong các ngành có chi phí vốn cao liên quan đến các chi phí biến đổi, chẳng hạn như cấp nước và cung cấp điện.
Chi phí trung bình dài hạn là chi phí đơn vị sản xuất một đầu ra nhất định khi tất cả đầu vào đều biến đổi. Giả định hành vi là công ty sẽ chọn kết hợp các yếu tố đầu vào đó sẽ tạo ra số lượng mong muốn với chi phí thấp nhất có thể.

## Mối quan hệ với chi phí cận biên
Khi chi phí trung bình giảm khi sản lượng tăng, chi phí cận biên thấp hơn chi phí trung bình. Khi chi phí trung bình tăng, chi phí cận biên lớn hơn chi phí trung bình. Khi chi phí trung bình không tăng hoặc giảm (ở mức tối thiểu hoặc tối đa), chi phí cận biên bằng chi phí trung bình.
Các trường hợp đặc biệt khác cho chi phí trung bình và chi phí cận biên thường xuất hiện là:
- Chi phí cận biên không đổi / chi phí cố định cao: mỗi đơn vị sản xuất bổ sung được sản xuất với chi phí bổ sung không đổi trên một đơn vị. Đường cong chi phí trung bình dốc xuống liên tục đến khi bằng chi phí cận biên. Ví dụ như thủy điện, không có chi phí nhiên liệu, chi phí bảo trì giới hạn và chi phí cố định trả trước (bỏ qua chi phí bảo dưỡng bất thường hoặc tuổi thọ hữu ích). Các ngành công nghiệp có chi phí cận biên cố định, chẳng hạn như mạng truyền tải điện, có thể đáp ứng các điều kiện độc quyền tự nhiên, bởi vì một khi công suất được xây dựng, chi phí cận biên để phục vụ khách hàng bổ sung luôn thấp hơn chi phí trung bình cho đối thủ cạnh tranh tiềm năng. Chi phí vốn cố định cao là rào cản gia nhập vào ngành.
- Hai cơ chế định giá phổ biến là Nguyên tắc định giá chi phí trung bình (hoặc sự điều tiết tỷ suất lợi nhuận) và Nguyên tắc định giá theo chi phí cận biên. Sự độc quyền sẽ tạo ra nơi mà đường cong chi phí trung bình của họ đáp ứng đường cong nhu cầu thị trường theo Định giá chi phí trung bình, được gọi là cân bằng giá chi phí trung bình. Ngược lại, cùng một xác nhận có thể được thực hiện cho Định giá chi phí cận biên.
- Quy mô hiệu quả tối thiểu / quy mô hiệu quả tối đa: chi phí cận biên hoặc chi phí trung bình có thể không tuyến tính hoặc không liên tục. Do đó, đường cong chi phí trung bình có thể chỉ được hiển thị trên quy mô sản xuất hạn chế cho một công nghệ nhất định. Ví dụ, một nhà máy hạt nhân sẽ vô cùng hiệu quả (chi phí trung bình rất cao) cho sản xuất với số lượng nhỏ; tương tự, sản lượng tối đa của nó cho bất kỳ khoảng thời gian nhất định nào về cơ bản có thể được cố định và sản xuất trên mức đó có thể là không thể về mặt kỹ thuật, nguy hiểm hoặc cực kỳ tốn kém. Độ co giãn dài hạn của nguồn cung sẽ cao hơn, vì các nhà máy mới có thể được xây dựng và đưa vào hoạt động.
- Không chi phí cố định (phân tích dài hạn) / chi phí biên liên tục: vì không có tính kinh tế của quy mô, chi phí trung bình sẽ bằng với chi phí cận biên không đổi.

## Mối quan hệ giữa AC, AFC, AVC và MC
1. Đường cong chi phí cố định trung bình (AFC) bắt đầu từ chiều cao và tiếp tục giảm liên tục khi tăng sản lượng.
2. Đường cong chi phí biến trung bình, đường cong chi phí trung bình và đường cong chi phí cận biên bắt đầu từ độ cao nhất định, đạt đến các điểm cực tiểu, sau đó tăng mạnh và liên tục.
3. Đường cong chi phí cố định trung bình sẽ tiệm cận điểm không. Đường cong chi phí biến đổi trung bình sẽ không bao giờ song song hay cao hơn đường cong chi phí trung bình do chi phí cố định trung bình luôn dương ở mọi mức sản xuất; đường cong chi phí biến đổi trung bình sẽ tiệm cận dưới đường cong chi phí trung bình
4. Đường cong chi phí cận biên luôn đi qua điểm cực tiểu của đường cong chi phí biến đổi trung bình và chi phí trung bình, mặc dù đường cong chi phí biến đổi trung bình đạt cực tiểu trước đường cong chi phí trung bình.